# Cordilheira Bastien

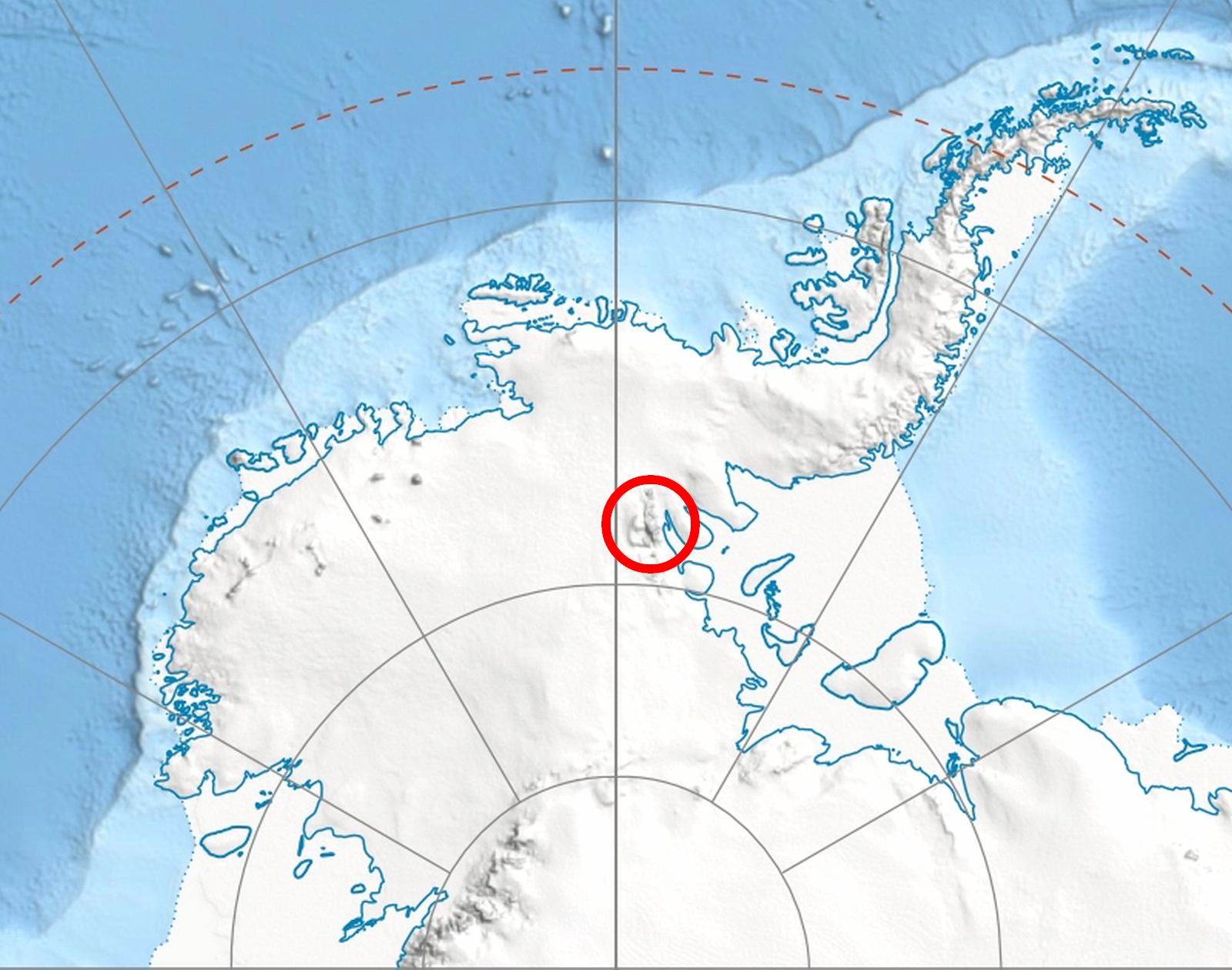
Localização da Cordilheira Sentinela na Antártica Ocidental.

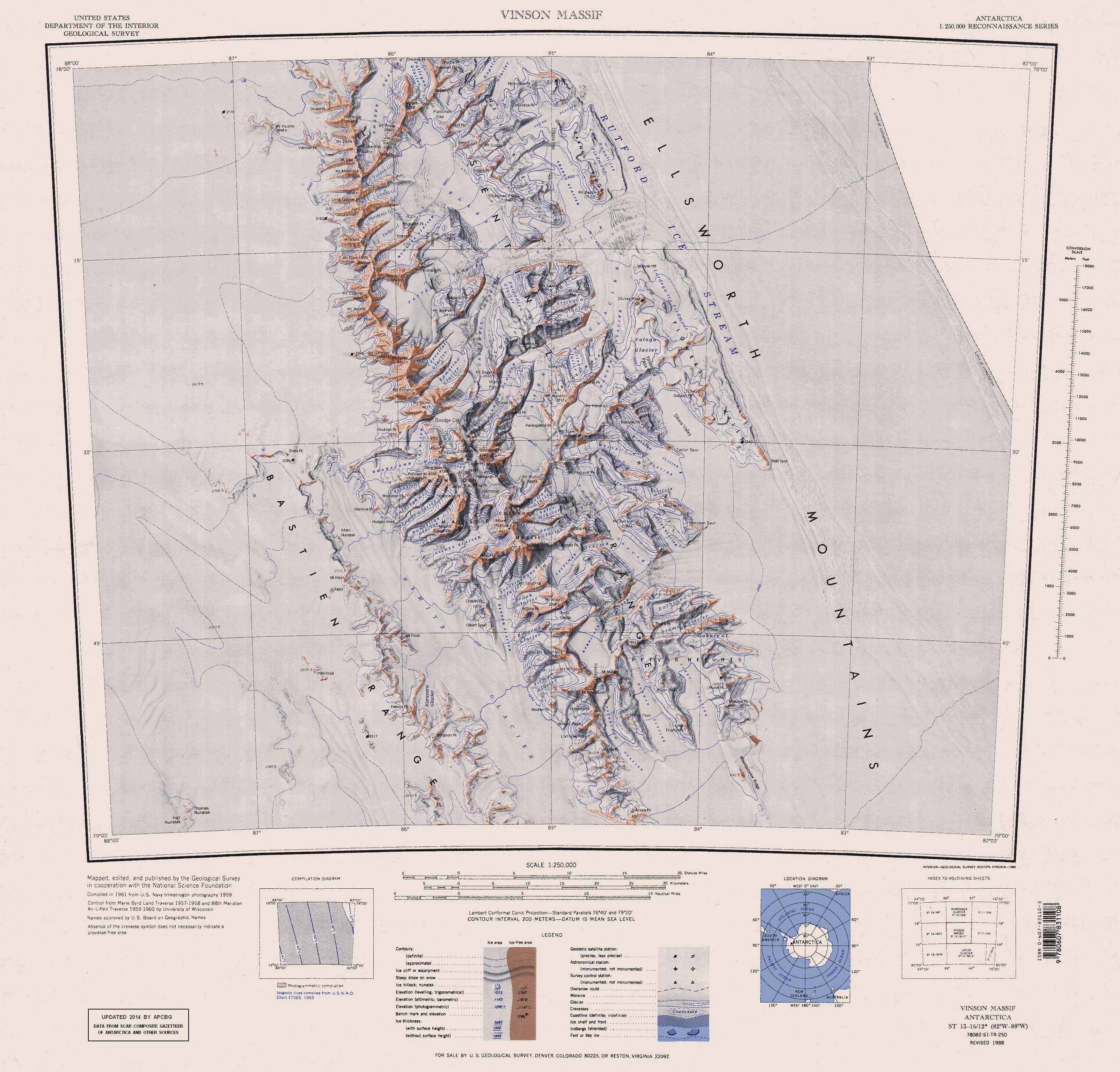
Mapa da Cordilheira Sentinela

A Cordilheira Bastien é uma cordilheira da Antártida de altitude moderada e de orientação noroeste-sudeste. Estende-se por 64 km, flanqueando o lado sudoeste da Geleira Nimitz e da Cordilheira Sentinela, nos Montes Ellsworth.
Foi designada pelo US-ACAN (Comitê Consultivo sobre Nomes Antárticos), recebeu o nome de Thomas W. Bastien, geólogo.